# Au, Baden-Württemberg
Au är en kommun och ort i Landkreis Breisgau-Hochschwarzwald i regionen Südlicher Oberrhein i Regierungsbezirk Freiburg i förbundslandet Baden-Württemberg i Tyskland.
Kommunen ingår i kommunalförbundet Hexental tillsammans med kommunerna Horben, Merzhausen, Sölden och Wittnau.